# Солем (Нор)
Соле́м (фр. Solesmes) — коммуна во Франции, регион О-де-Франс, департамент Нор, кантон Кодри. Расположена в 21 км к западу от Камбре, в 19,5 км к югу от Валансьена и в 21 км от автомагистрали А2, на берегах береги Сель.
Население (2017) — 4 338 человек.

## История
В 706 году король Хильдеберт III передал Солем с окружающими землями аббатству Сен-Дени. После раздела Франкского государства по Верденскому договору 843 года Солем отошел к Людовику Немецкому, сохраняя при этом принадлежность к аббатству, оставшемуся в составе Западно-Франкского королевства. Эта ситуация сохранялась на протяжении веков — Солем был французским анклавом во владениях графов Эно, герцогов Бургундских, а затем — Испании. В 1605 году аббат Сен-Дени продал Солем архиепископу Камбре; архиепископы Камбре владели Солемом до Великой Французской революции.

## Достопримечательности
- Здание мэрии 1903 года в стиле эклектики
- Церковь Святого Мартина конца XVIII века, сочетание романского стиля и барокко
- Кальвария из белого известняка и песчаника в неоготическом стиле 1861 года
- Церковь Сакре-Кёр в деревне Овиллер с витражами

## Экономика
Структура занятости населения:
- сельское хозяйство — 1,4 %
- промышленность — 13,4 %
- строительство — 15,7 %
- торговля, транспорт и сфера услуг — 28,7 %
- государственные и муниципальные службы — 40,8 %

Уровень безработицы (2017) — 23,5 % (Франция в целом — 13,4 %, департамент Нор — 17,6 %). 

Среднегодовой доход на 1 человека, евро (2017) — 17 580 (Франция в целом — 21 110, департамент Нор — 19 490).

## Демография
Динамика численности населения, чел.

## Администрация
Пост мэра Солема с 2014 года занимает Поль Санье (Paul Sagniez). На муниципальных выборах 2020 года возглавляемый им правый список был единственным.
| Период | Период | Фамилия      | Партия                                                    | Примечания      |
| ------ | ------ | ------------ | --------------------------------------------------------- | --------------- |
| 1959   | 1989   | Шарль Каплье | Коммунистическая партия                                   | бухгалтер       |
| 1989   | 2014   | Серж Машпи   | Союз за французскую демократию, Союз за народное движение | торговый атташе |
| 2014   |        | Поль Санье   | Союз демократов и независимых                             | воспитатель     |

## Образование
- Учреждение Сен-Мишель[2].

## Города-побратимы
- Бад-Берка, Германия

## Знаменитые уроженцы
- Франсуа Дельсарт (1811—1871), певец, вокальный педагог и теоретик сценического искусства

## Галерея

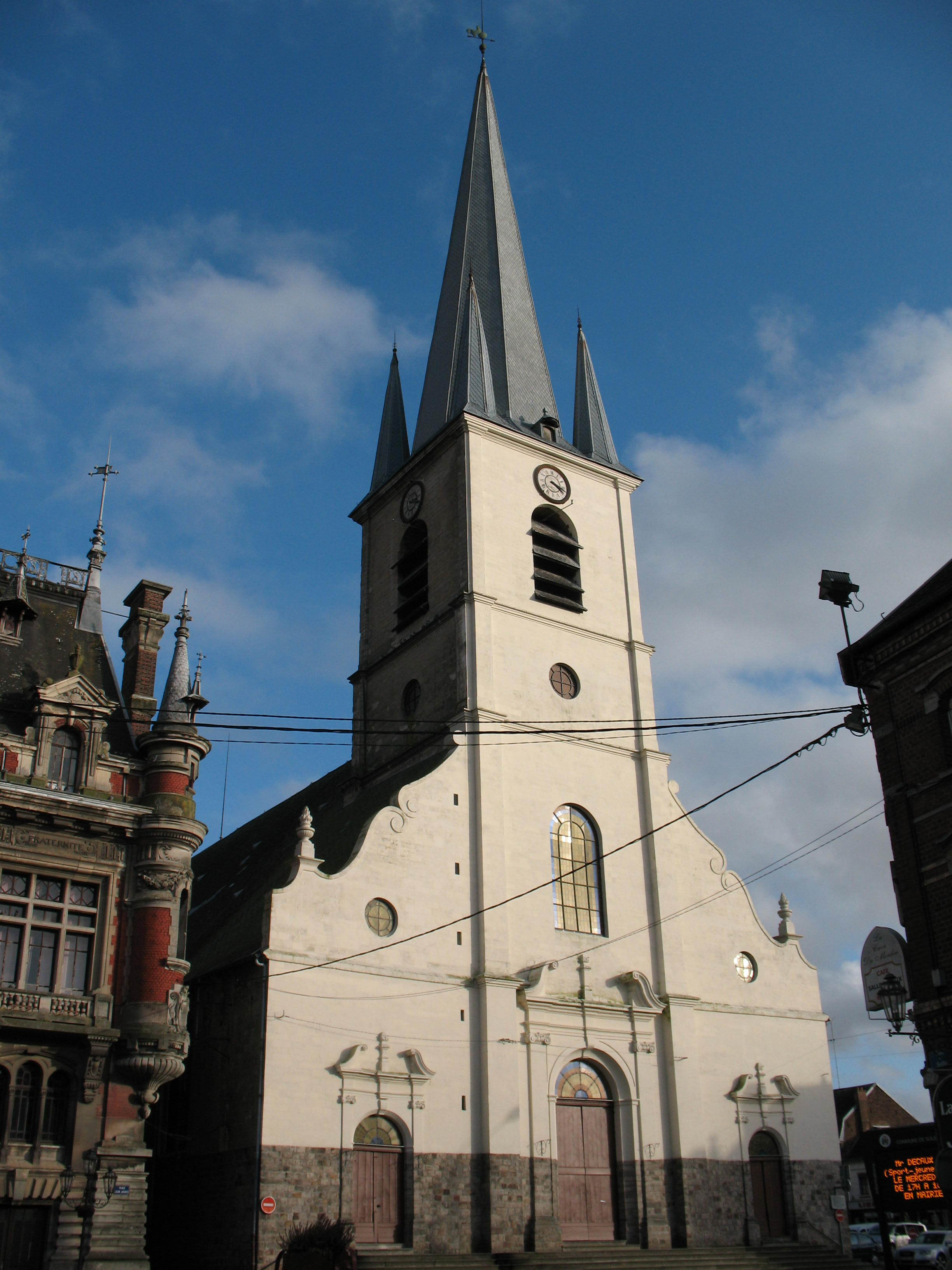
Церковь Святого Мартина
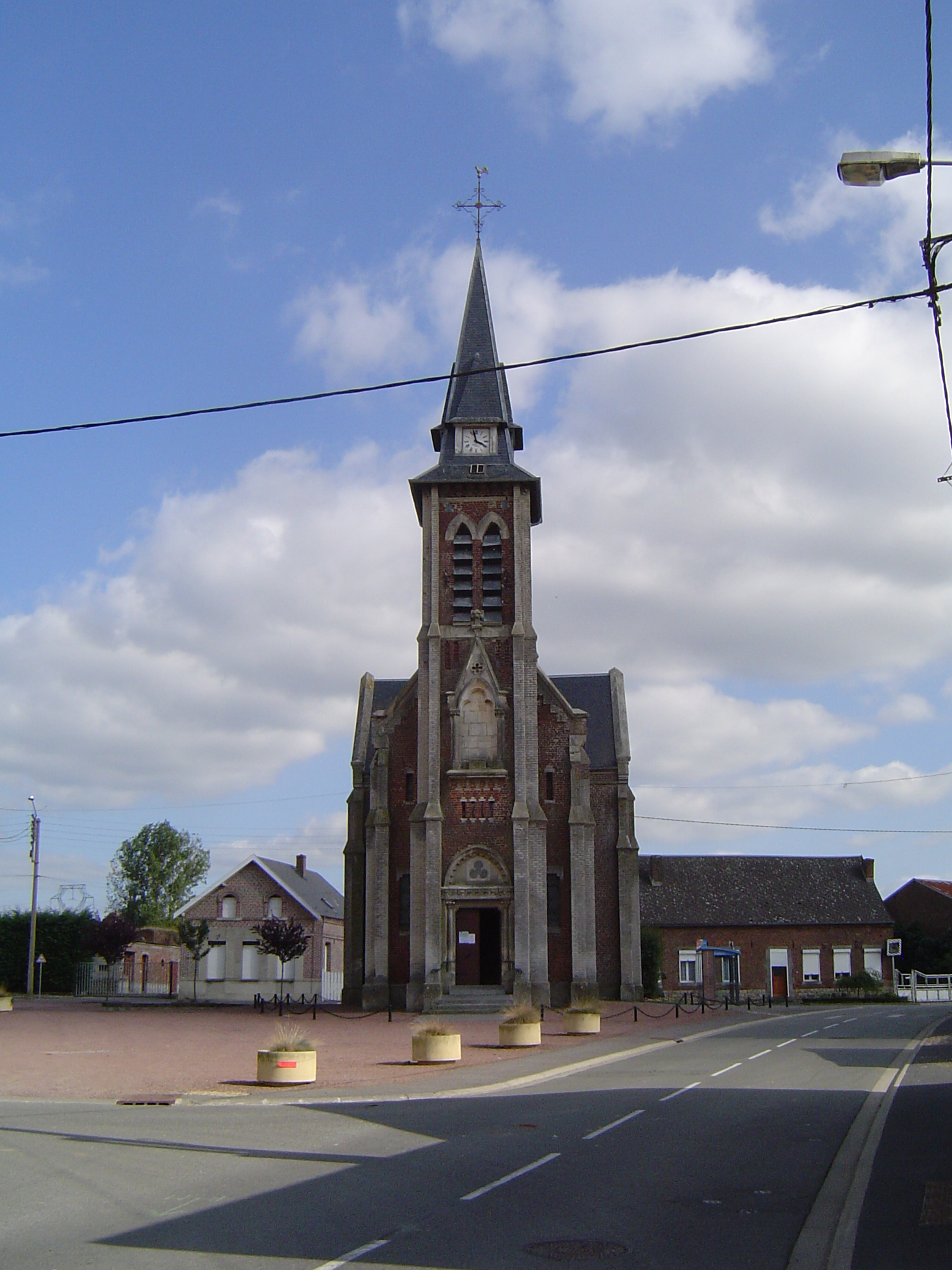
Церковь Сакре-Кёр
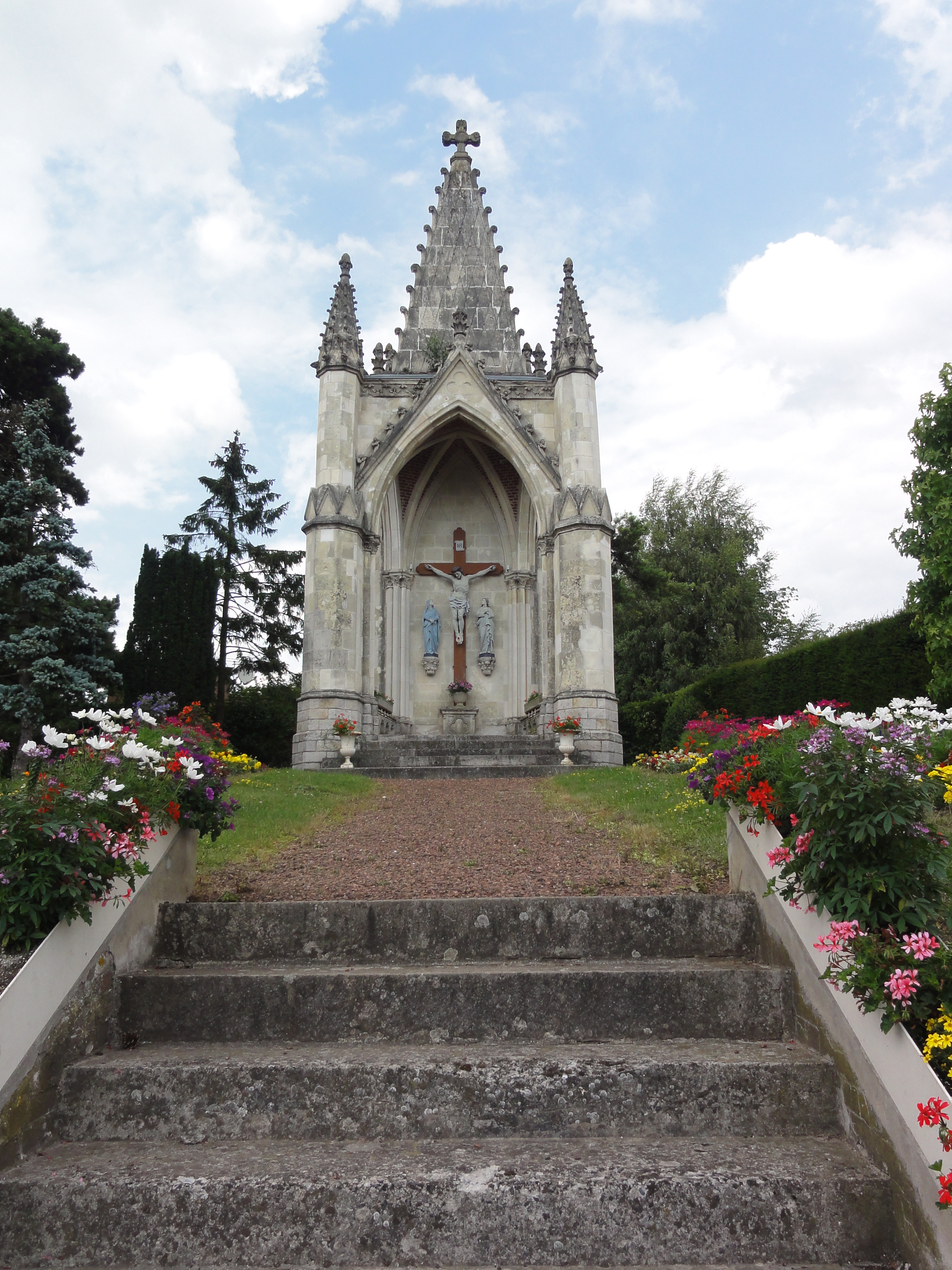
Кальвария